# Ogólnopolska Fundacja Edukacji Komputerowej
Ogólnopolska Fundacja Edukacji Komputerowej (OFEK) – fundacja powstała w roku 1986 we Wrocławiu z inicjatywy szeregu wrocławskich firm przy współpracy z miejscowym środowiskiem naukowym. Celem Fundacji jest popularyzacja informatyki w szerokich kręgach społeczeństwa. Fundacja specjalizuje się w edukacji informatycznej nauczycieli i innych pracowników oświaty oraz dostawach i serwisie pracowni komputerowych dla szkół.
OFEK stworzył oddziały we Wrocławiu, Warszawie, Jeleniej Górze, Poznaniu, Łodzi i Białymstoku jednak ze względu na koszty zredukowano w latach 90. XX w. liczbę oddziałów do dwóch: wielkopolskiego i warszawskiego. Aktualnie Fundacja posiada ośrodki szkoleniowe w Poznaniu, Warszawie, Łodzi i Bydgoszczy.
Poza tym Fundacja jest współtwórcą Konsorcjum Polskich Firm Szkoleniowych grupującego OFEK, OSI CompuTrain, VULCAN Sp. z o.o z Warszawy oraz Wojewódzki Ośrodek Doskonalenia Informatycznego i Politechnicznego z Opola.

## Podjęte działania
- Udział w targach Infosystem,
- Udział oraz sponsorowanie konferencji „Informatyka w Szkole”
- Wydawania miesięcznika „Komputer w Szkole”.
- Organizowanie wspólnie z Towarzystwem Polonia, wakacji z komputerem dla młodzieży polonijnej i polskiej.
- Współautorstwo Strategii budowy i rozwoju społeczeństwa informacyjnego w Województwie wielkopolskim.
- Akademia Społeczeństwa Informacyjnego (powstała w roku 2004, obejmuje szkolenia współfinansowane ze środków Europejskiego Funduszu Społecznego.
- Wykształcenie 72 bezrobotnych w zawodach nowej gospodarki
- Program kształcenia w zawodach nowej gospodarki osób chcących podjąć zatrudnienie w sferze pozarolniczej- 184 osoby.
- Kursy doskonalenia zawodowego osób pracujących - ponad 3000 osób
- Program kształcenia w zawodach nowej gospodarki osób zagrożonych utratą zatrudnienia - ponad 1000 osób
- Organizacja kursów językowych, przedsiębiorczości i treningi personalne.
- Szkolenia w których uczestniczyło w latach 2000-2005 ponad 80 000 nauczycieli:
  - program Intel - Nauczanie ku przyszłości realizowany we współpracy z Intelem - 66 543 osoby
  - Programu Aktywizacji Obszarów Wiejskich finansowany przez Bank Światowy - 7 717 osób
  - szkolenia w ramach programów Ministerstwa Edukacji Narodowej – 8 475 osób
  - Podyplomowe Studium Informatyki i Technologii Informacyjnej dla Nauczycieli, realizowane wspólnie z Akademią Ekonomiczną w Poznaniu, przeznaczone jest dla tych, którzy prowadzą lub zamierzają prowadzić przedmiot informatyka w szkołach podstawowych i gimnazjach, oraz przedmiot technologia informacyjna w szkołach ponadgimnazjalnych.
  - Podyplomowe Studium Zarządzania Projektami Europejskimi - studia podyplomowe dla samorządów terytorialnych, również realizowane we współpracy z Akademią Ekonomiczną w Poznaniu.